# Excalibur (Frontier City)
Excalibur is een afgebroken mijntreinachtbaan uit het Amerikaanse pretpark Frontier City.
In 1972 werd Excalibur geopend in, het toen nog Astroworld geheten, Six Flags Astroworld als Dexter Frebish's Electric Roller Ride. Excalibur werd gebouwd door Arrow Dynamics.
In 1998 werd de achtbaan gesloten en verplaatst naar Frontier City waar de baan van 2000 tot en met 2005 in de opslag heeft gelegen. De baan is niet meer opgebouwd aangezien deze te veel beschadigd was bij het demonteren in Six Flags Astroworld. De baanelementen zijn verkocht als schroot en de treinen zijn verkocht aan Six Flags Over Texas.

## Staal
Excalibur was de eerste mijntreinachtbaan waarbij een volledige constructie van staal werd gebruikt. In eerdere versies van de mijntreinachtbaan werd zowel hout als staal gebruikt.